# F.lli Saclà
F.lli Saclà è un'azienda italiana del settore alimentare fondata ad Asti nel 1939; il nome è un acronimo di "Società Anonima Commercio Lavorazione Alimentari". Attualmente (giugno 2023) è ancora a conduzione familiare guidata dagli eredi, ed è leader nel mercato dei sottaceti e dei sottolio; esporta i propri prodotti in oltre quaranta paesi nel mondo.

## Storia

### I fondatori
Venne fondata da Secondo Ercole (detto Pinin) e dalla moglie Piera Campanella con l'obiettivo di commercializzare l'eccedenza produttiva delle verdure raccolte in abbondanza nella Valle del Tanaro.
Secondo Ercole nasce nel 1902 ad Asti; da ragazzo frequenta l'Istituto tecnico e nel pomeriggio aiuta il padre che fa il fabbro. Dopo il diploma preferisce interrompere il lavoro nella bottega del padre e dedicarsi al commercio dell'ortofrutta, attività che aveva preso piede nell'astigiano a fronte della progressiva crisi della coltura del baco da seta, fino a quel momento attività portante dell'economia agricola del territorio.

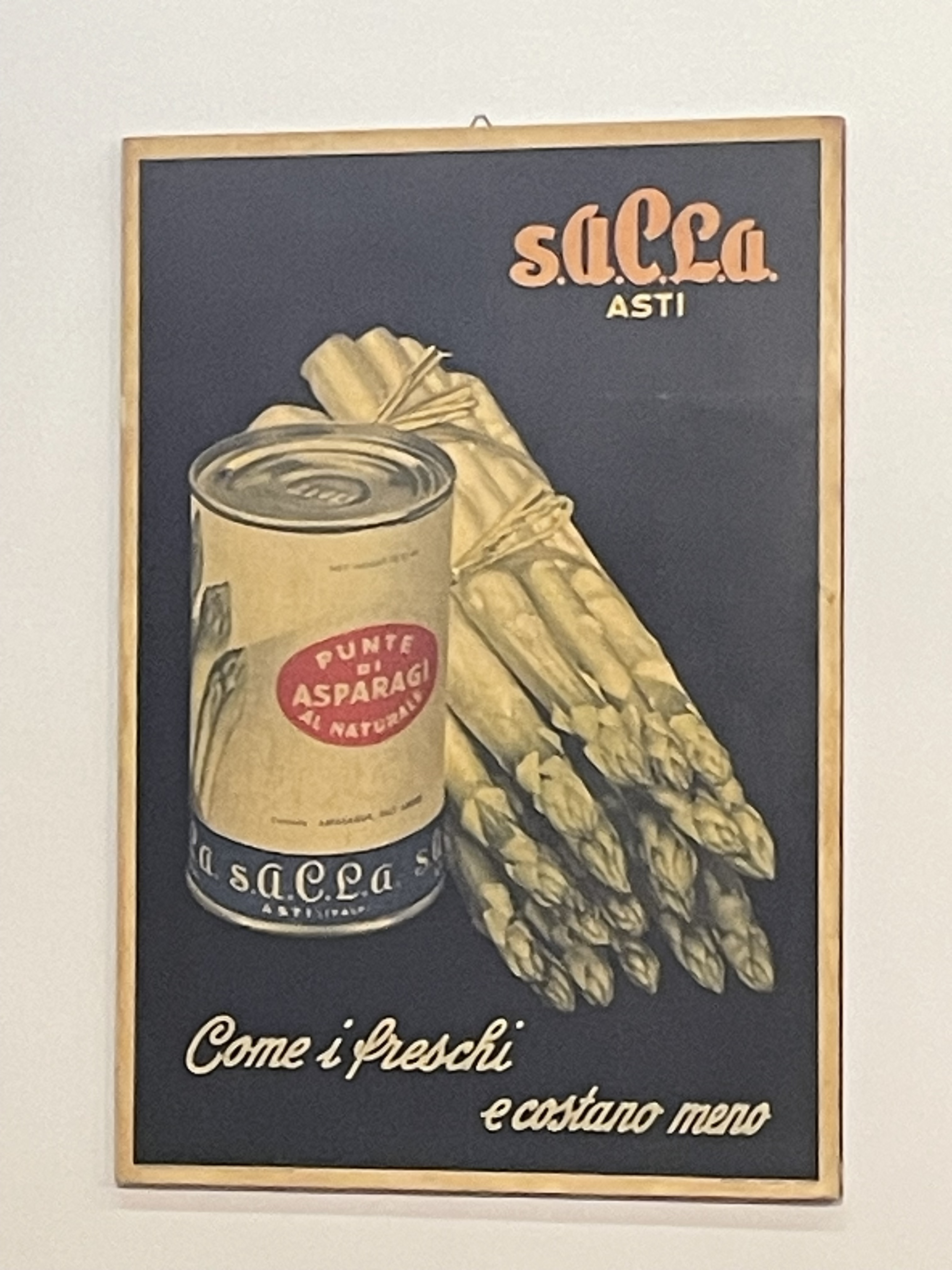
Pubblicità asparagi Saclà

L'abbondanza dei raccolti e la loro veloce deperibilità, impone rapidità nella distribuzione e nei consumi. Pinin quindi progetta di conservare l'eccedenza dei prodotti ortofrutticoli di stagione, trasformando le tecniche di conservazione «casalinghe» in produzione industriale, così da rendere le verdure disponibili tutto l'anno.

Nel 1923 comincia a produrre verdura in scatola all'interno di un'ex distilleria presa in affitto ad Asti, dando vita a Salpa, Società anonima lavorazione prodotti alimentari. Poco dopo sposa Piera Campanella (28 gennaio 1904 - 29 marzo 2006), la persona che darà l'impulso decisivo alla produzione e al commercio delle conserve vegetali, dapprima in Piemonte, poi in tutta Italia. Piera Campanella è dotata di un innato piglio manageriale che mette al servizio della neonata attività; le sue doti, intrapredenza, rigore e capacità amministrative, in breve tempo favoriscono una rapida crescita dell'azienda. Nel 1931 nasce il primo figlio, Carlo; nel 1939 il secondo, Lorenzo.
Nell'aprile del 1961, in qualità di imprenditrice, Piera Ercole Campanella partecipa alla fondazione del Club Soroptimist di Asti.

### L'azienda
Nel 1939 Salpa diventa La Sacla, senza accento, come acronimo di Società anonima commercio lavorazione alimentari, solo in seguito, per esigenze pubblicitarie, verrà aggiunto l'accento sulla seconda a. 

Gli edifici dell'azienda sorgono nella parte centrale di Asti, nell'attuale Piazza Amendola, poco distante dalla stazione ferroviaria e nelle vicinanze del fiume Borbore.
Dopo la Seconda guerra mondiale giunge un primo momento di crisi, comune a tutto il settore industriale astigiano. Carenza di materie prime, di scorte e combustibili comportano un calo occupazionale e una riduzione degli orari e dei volumi di lavoro. Inoltre nel 1948 l'azienda subisce forti danni in seguito all'alluvione che colpisce il Piemonte: crollano due capannoni, vengono danneggiati gli impianti e la produzione si ferma fino alla ricostruzione. In questa occasione gli impianti vengono completamente ammodernati, vengono inserite nuove produzioni e l'azienda riesce ad imporsi sul mercato nazionale uscendo dalla dimensione prettamente regionale. (Anche la successiva alluvione del Tanaro del 1994 metterà l'azienda in difficoltà, ma in maniera meno grave e con una ripresa dell'attività molto più rapida di quanto accaduto in precedenza).
Nel 1956 viene incorporata la Sipa (Società Industriale Prodotti Alimentari), con sede a Rottofreno (PC). Negli Anni cinquanta grazie alle numerose innovazioni introdotte in azienda e sul mercato come il tappo twist off, la pastorizzazione, le prime olive snocciolate in busta, crebbe il numero dei consumatori e divenne leader del mercato grazie anche a efficaci campagne pubblicitarie negli Anni Sessanta. In quegli anni la famiglia Ercole diviene proprietaria della locale squadra di basket nata dalla fusione tra la Libertas e la Astense, la Basket Saclà Asti, che partendo dalla Serie D in sole quattro stagioni passerà alla Serie A, dove rimarrà alcuni anni.
La lunga fase di crisi economica che caratterizza gli anni '70 ha pesantissime conseguenze anche sull’impresa astigiana, che deve fare i conti con una forte riduzione dei consumi alimentari che investe tutto il Paese. Ne consegue un inevitabile calo della produzione, con gravi ricadute sui livelli occupazionali dell'azienda (basti pensare che, nel giro di pochi anni, il numero degli addetti passa dai 621 del 1971 ai 207 del 1978).
Tutto ciò avviene non senza forti tensioni sociali, stante la indisponibilità dei lavoratori ad accettare passivamente forti riduzioni degli organici: ed infatti nel 1975, quando la Saclà preannuncia l'intenzione di procedere al licenziamento di oltre duecento dipendenti, le maestranze reagiscono occupando lo stabilimento. La vertenza si concluderà con il ritiro dei licenziamenti e con il ricorso allo strumento meno traumatico della cassa integrazione.
Nel 1977, avviene il cambio della denominazione dell'azienda, che si trasforma in "Fratelli Saclà", con riferimento ai due figli del fondatore, Carlo e Lorenzo da tempo inseriti nell'impresa di famiglia.
In quegli anni vengono introdotti alcuni prodotti nuovi come gli Acetelli, una linea di sottaceti caratterizzati da una minore acidità e in seguito i condimenti per pasta a lunga conservazione che, qualche anno più tardi, saranno di fondamentale importanza per lo sviluppo del mercato estero. Gli Anni Novanta si apre al mercato estero con un'offerta di prodotti diversa rispetto al mercato italiano soprattutto con condimenti per pasta il cui successo porta ad aprire filiali nel Regno Unito, in Francia e in Germania. Sono così lanciati i piatti pronti monoproduzione con la conseguenza che in 50 paesi Saclà non è sinonimo di olive e sottaceti ma di pesto e di sughi pronti.
L'azienda - in cui l'amministratore delegato è un'esponente della terza generazione, Chiara Ercole, figlia di Lorenzo e nipote del fondatore - fa parte della società consortile Almaverde Bio Italia S.r.l. specializzata nella produzione di prodotti biologici.

### Sponsorizzazioni
- Negli anni Settanta la Libertas Pallacanestro Asti e l'Auxilium Pallacanestro Torino;
- Il Saclà Rugby Festival, che si è svolto da febbraio a giugno 2010, con un centinaio di attività in altrettante città della Gran Bretagna, coinvolgendo più di 50.000 giovani giocatori di rugby;
- La Palazzago Cycling Team, una società dilettantistica nata per far emergere giovani atleti;
- Rinaldo Capello, pilota di Formula 3 e Gran Turismo.

## Archivio
L'archivio della società è conservato ad Asti nel fondo Fratelli Saclà spa (estremi cronologici: 1997 - 2010), collocato in uno spazio dedicato, attiguo agli uffici, e suddiviso in funzione della loro attività. La documentazione anteriore è andata perduta a causa delle alluvioni del 1948 e del 1994. L'archivio Saclà comprende per lo più documentazione amministrativa e finanziaria legata alla produzione dell'azienda. L'unico macchinario degno di nota è una graffatrice manuale per scatole del 1949.